# 菅原雅兼
菅原　雅兼（すがわら まさかず、男性、1974年8月1日 - ）は、愛知県名古屋市出身の元プロボクサー。第33代OPBF東洋太平洋スーパーバンタム級王者。松田ボクシングジム所属。大和哲也のボクシングトレーナー

## 来歴
アマチュアで49勝（25RSC）11敗の成績を残した後、1996年7月2日に2ラウンドKO勝ちでプロデビュー。
しかし2戦目でKO負け、3戦目で負傷引き分け。その後しばらくは勝利を重ねるが、
9戦目で後の日本スーパー・フェザー級王者キンジ天野こと天野欽二に判定負けを喫すると、
以降は2試合連続ドローと、必ずしも順風満帆なスタートではなかった。
地道にキャリアを積むことで実力を付け、徐々にジムの有力選手としての存在感を増していく。
8連勝の後1引き分けを挟み、2002年11月24日、当時日本人選手相手に無敵を誇り「日本人キラー」と
呼ばれていた東洋太平洋バンタム級王者ジェス・マーカとのノンタイトル戦に臨む。
結果は僅差の判定勝ちであったが、それは疑問の残る判定によるもので、勝者であるはずの菅原が悔し涙を流す結果となった。
マーカ戦以降も勝利を続け、2005年2月20日、国見泰央を判定に下して東洋太平洋スーパーバンタム級王座を獲得。2005年6月26日、ウェタヤ・サクムアンクランを迎えた初防衛戦で、
3ラウンドTKO負けにより王座を失う。その試合を最後に現役引退。
現在は、名古屋市内にあるフィットネスボクシングクラブ「マルゲリータ」の会長を務める。

## 獲得タイトル
- 第33代OPBF東洋太平洋スーパーバンタム級王座（防衛0）